# James Hillhouse

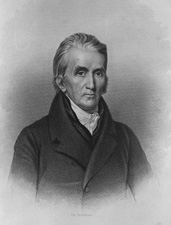
James Hillhouse

James Hillhouse (* 20. Oktober 1754 in Montville, Colony of Connecticut; † 29. Dezember 1832 in New Haven, Connecticut) war ein US-amerikanischer Politiker (Föderalistische Partei), der den Bundesstaat Connecticut in beiden Kammern des Kongresses vertrat.
James Hillhouse wuchs bei seinem Onkel und seiner Tante auf, die kinderlos geblieben waren und ihn adoptierten. Er graduierte 1773 am Yale College und wurde nach erfolgreichem Jura-Studium 1775 in die Anwaltskammer aufgenommen. Seine Arbeit als Jurist in New Haven musste er bedingt durch den Unabhängigkeitskrieg unterbrechen. Hillhouse kämpfte im Rang eines Captain in den Governor's Foot Guards der Miliz, als New Haven von den Briten besetzt war.
Nach dem Ende seiner Militärzeit schlug Hillhouse eine politische Laufbahn ein. Von 1780 bis 1785 gehörte er dem Repräsentantenhaus von Connecticut an. In den Jahren 1786 und 1788 wurde er zum Delegierten beim Kontinentalkongress berufen, lehnte aber jeweils ab. Am 4. März 1791 zog er als Abgeordneter Connecticuts ins Repräsentantenhaus der Vereinigten Staaten ein, wo er nach zweimaliger Wiederwahl ursprünglich bis 1797 verblieben wäre; jedoch legte er schon im Herbst 1796 sein Mandat nieder, um in den US-Senat zu wechseln. Dort nahm Hillhouse den Platz des zurückgetretenen Oliver Ellsworth ein. Er wurde dreimal im Amt bestätigt, ehe er am 10. Juni 1810 auf eigenen Wunsch den Kongress verließ. Während seiner Zeit im Senat war er auch zeitweise dessen Präsident pro tempore.
Hillhouse war nicht nur politisch aktiv. So übte er von 1782 bis 1832 das Amt des Treasurers (Finanzvorstand) am Yale College aus. Er engagierte sich auch im Städtebau und war dafür verantwortlich, dass in New Haven jene Ulmen gepflanzt wurden, die der Stadt ihren Beinamen Elm City (Stadt der Ulmen) einbrachten. In dieser Stadt, in der er 1832 starb, wurden zu seinen Ehren eine Straße (Hillhouse Avenue) und die James Hillhouse High School nach ihm benannt.